# The Flying Opera
The Flying Opera je box set vydaný rockovou operou Avantasia 18. března 2011. Box set obsahuje 2 DVD a 2 CD z turné k albu The Scarecrow (2008). DVD obsahuje také dokument k turné a různé videoklipy.

## Seznam skladeb

### DVD

#### Disk 1
Záznam z Wacken Open Air 2008 a Masters of Rock 2008.
1. Twisted Mind
2. The Scarecrow
3. Another Angel Down
4. Prelude/Reach Out for the Light
5. Inside
6. No Return
7. The Story Ain‘t Over
8. Shelter from the Rain
9. Lost In Space
10. I Don‘t Believe in Your Love
11. Avantasia
12. Serpents in Paradise
13. Promised Land
14. The Toy Master
15. Farewell
16. Sign of the Cross/The Seven Angels (Medley)

#### Disk 2
1. Around the World in 20 Days – The Movie (dokument)
2. Lost in Space (videoklip)
3. Carry Me Over (videoklip)
4. Carry Me Over (natáčení videoklipu)
5. Dying for an Angel (videoklip)

### CD

#### CD 1
1. Twisted Mind
2. The Scarecrow
3. Another Angel Down
4. Prelude
5. Reach Out For The Light
6. Inside
7. No Return
8. The Story Ain’t Over
9. Shelter From The Rain
10. Lost In Space

#### CD 2
1. Don’t Believe In Your Love
2. Avantasia
3. Serpents in Paradise
4. Promised Land
5. The Toy Master
6. Farewell
7. Sign Of The Cross/The Seven Angels (Medley)

## Obsazení
- Tobias Sammet – zpěv
- Sascha Paeth – kytara
- Oliver Hartmann – kytara
- Robert Hunecke-Rizzo – baskytara
- Michael Rodenberg – klávesy
- Felix Bohnke – bicí
- Amanda Somerville – dobrovodný zpěv
- Sharon den Adel – dobrovodný zpěv

### Hosté
- Jørn Lande
- Andre Matos
- Bob Catley
- Kai Hansen
- Henjo Richter